# Laos na Letnich Igrzyskach Olimpijskich 2024
Laos na Letnich Igrzyskach Olimpijskich 2024 – występ kadry sportowców reprezentujących Laos na igrzyskach olimpijskich, które odbyły się w Paryżu we Francji, w dniach 26 lipca – 11 sierpnia 2024.
Reprezentacja Laosu liczyła czworo zawodników – trzy kobiety i mężczyznę, którzy wystąpili w 3 dyscyplinach.
Był to jedenasty start Laosu na letnich igrzyskach olimpijskich.

## Reprezentanci

### Gimnastyka
Gimnastyka artystyczna
| Zawodniczka                 | Konkurencja           | Eliminacje | Eliminacje | Eliminacje | Eliminacje | Eliminacje | Eliminacje | Finał  | Finał | Finał   | Finał   | Finał | Pozycja | Źródło |
| Zawodniczka                 | Konkurencja           | Obręcz     | Piłka      | Maczugi    | Skakanka   | Razem      | Miejsce    | Obręcz | Piłka | Maczugi | Wstążka | Razem | Pozycja | Źródło |
| --------------------------- | --------------------- | ---------- | ---------- | ---------- | ---------- | ---------- | ---------- | ------ | ----- | ------- | ------- | ----- | ------- | ------ |
| Praewa Misato Philaphandeth | wielobój indywidualny | 21.600     | 21.600     | 22.250     | 21.900     | 87.350     | 24.        | NQ     | NQ    | NQ      | NQ      | NQ    | 24.     | [ 1 ]  |

### Lekkoatletyka
| Zawodnik         | Konkurencja       | Eliminacje | Eliminacje | Repasaże | Repasaże | Półfinał | Półfinał | Finał    | Finał   | Źródło |
| Zawodnik         | Konkurencja       | Rezultat   | Pozycja    | Rezultat | Pozycja  | Rezultat | Pozycja  | Rezultat | Pozycja | Źródło |
| ---------------- | ----------------- | ---------- | ---------- | -------- | -------- | -------- | -------- | -------- | ------- | ------ |
| Silina Pha Aphay | bieg na 100 m (k) | 12,45      | 23.        | NQ       | NQ       | NQ       | NQ       | NQ       | NQ      | [ 2 ]  |

### Pływanie
| Zawodnik            | Konkurencja              | Eliminacje | Eliminacje | Półfinał | Półfinał | Finał | Finał | Źródło |
| Zawodnik            | Konkurencja              | Czas       | Poz.       | Czas     | Poz.     | Czas  | Poz.  | Źródło |
| ------------------- | ------------------------ | ---------- | ---------- | -------- | -------- | ----- | ----- | ------ |
| Ariana Dirkzwager   | 200 m st. dowolnym (k)   | 2:07,22    | 25.        | NQ       | NQ       | NQ    | NQ    | [ 3 ]  |
| Steven Insixiengmay | 100 m st. klasycznym (m) | 1:04,64    | 31.        | NQ       | NQ       | NQ    | NQ    | [ 4 ]  |